# Mary Jo Nye

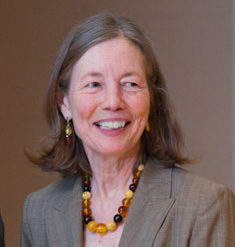
Mary Jo Nye

Mary Jo Nye (* 5. Dezember 1944 in Nashville) ist eine amerikanische  Wissenschaftshistorikerin. Sie erhielt 2006 die renommierte George-Sarton-Medaille der History of Science Society. Bereits 1999 hatte sie den Dexter Award for Outstanding Achievement in the History of Chemistry der American Chemical Society erhalten.

## Laufbahn
Nach einem Studium der Chemie an der University of Wisconsin (Bachelor-Abschluss 1965) promovierte Nye 1970 an der University of Wisconsin in Wissenschaftsgeschichte. Ab 1970 unterrichtete sie als Professorin an der University of Oklahoma. Ab 1991 hatte sie dort die George Lynn Cross Forschungsprofessur. 1994 wechselte sie an die Oregon State University, wo sie seit 1999 das Graduiertenprogramm für Wissenschaftsgeschichte leitet und ab 1994 Thomas Hart and Mary Jones Horning Professor of the Humanities und Professorin für Geschichtswissenschaft ist.
Sie war als Gastprofessorin an der University of California, an der Universität Cambridge (Churchill College), am Max-Planck-Institut für Wissenschaftsgeschichte in Berlin und an der Harvard University tätig. 1981/82 war sie am Institute for Advanced Studies, 1974/75 an der University of Pittsburgh (Andrew Mellon Fellow) und 1989/90 am Center for Historic Analysis der Rutgers University.
Sie befasst sich vor allem mit Geschichte der Chemie und Physik seit dem 18. Jahrhundert in Europa und den USA mit den Schwerpunkten Sozial- und Kulturgeschichte der Wissenschaften, insbesondere experimenteller Wissenschaft, Universitätsausbildung und politischem Wirken von Wissenschaftlern. Außerdem befasst sie sich mit Wissenschaftsphilosophie, speziell dem Verhältnis von Theorie und Experiment.
Ab 1994 war sie Vizepräsidentin der International Union for the History and Philosophy of Science. Sie ist seit 1998 Fellow der American Association for the Advancement of Science und seit 1993 der American Academy of Arts and Sciences, und korrespondierendes Mitglied der Académie Internationale d’Histoire des Sciences. Für 2017 wurde ihr der Abraham-Pais-Preis zugesprochen.

## Veröffentlichungen (Auswahl)
Als Autorin
- Molecular reality. A perspective on the scientific work of Jean Perrin. MacDonald u. a., London u. a. 1972, ISBN 0-356-03823-8.
- Science in the Provinces. Scientific Communities and Provincial Leadership in France, 1860–1930. University of California Press, Berkeley CA u. a. 1986, ISBN 0-520-05561-6.
- Before Big Science. The Pursuit of Modern Chemistry and Physics, 1800–1940 (= Twayne’s History of Science and Society Series. 1). Twayne Publishers u. a., New York, NY u. a. 1996, ISBN 0-8057-9512-X (Reprint. Harvard University Press, Cambridge MA u. a. 1999, ISBN 0-674-06382-1)
- Was Linus Pauling a Revolutionary Chemist? The 1999 Dexter Award Address. In: Bulletin for the History of Chemistry. Band 25, Nummer 2, 2000, S. 73–82, (online).
- Blackett. Physics, War, and Politics in the Twentieth Century. Harvard University Press, Cambridge MA u. a. 2004, ISBN 0-674-01548-7 (Über den englischen Physiker Patrick Maynard Stuart Blackett).
- From chemical philosophy to theoretical chemistry. Dynamics of matter and dynamics of disciplines, 1800–1950. University of California Press, Berkeley CA u. a.  1993, ISBN 0-520-08210-9.
- Michael Polanyi and his Generation. Origins of the Social Construction of Science. University of Chicago Press, Chicago IL u. a. 2011, ISBN 978-0-226-61063-4.

Als Herausgeberin
- The Question of the Atom. From the Karlsruhe Congress to the First Solvay Conference. 1860-1911. A Compilation of Primary Sources (= The History of Modern Physics. 4). Tomash u. a., Los Angeles CA u. a. 1984, ISBN 0-938228-07-2.
- mit Joan Richards, Roger Stuewer: The invention of physical science. Intersections of mathematics, theology and natural philosophy since the seventeenth century. Essays in honor of Erwin N. Hiebert (= Boston Studies in the Philosophy of Science. 139).  Kluwer, Dordrecht u. a. 1992, ISBN 0-7923-1753-X.
- mit Ramesh S. Krishnamurthy, Clifford Mead, Sean C. Goodlett, Marvin E. Kirk: The Pauling Symposium. A Discourse on the Art of Biography. Proceedings of the Conference on the Life and Work of Linus Pauling (1901–1994). A Discourse on the Art of Biography, February 28 – March 2, 1995 Corvallis, Oregon. Oregon State University Libraries Special Collections, Corvallis OR 1996, ISBN 0-9629082-2-3.
- The Modern Physical and Mathematical Sciences (= The Cambridge History of Science. 5). Cambridge University Press, Cambridge u. a. 2002, ISBN 0-521-57199-5.